# صالح العوفي
صالح محمد عوض الله العوفي (1966 - 18 أغسطس 2005)، هو قائد تنظيم القاعدة في السعودية منذ يونيو 2004 وحتى أغسطس 2005.

## حياته
هو عسكري سابق سبق وأن عمل في الأجهزة الأمنية السعودية منذ 1988 وحتى 1992 قبل أن يتم فصله من عمله، شارك في القتال خارج السعودية وبالتحديد في أفغانستان والشيشان وأصيب بجروح أثناء قتاله هناك، ورد اسمه ضمن قوائم المطلوبين مثل قائمة الـ19 المطلوبين لوزارة الداخلية السعودية في 2003 وقائمة المطلوبين الـ26 في 2004 وقائمة المطلوبين الـ36 في 2005، حوصر من قبل رجال الأمن في حي الملك فهد بالعاصمة الرياض إلا أنه تمكن من الفرار بمساعدة حراسه الشخصيين بعد اشتباكات عنيفه.

## مقتله
قتل في يوم الخميس 13 رجب 1426 هـ الموافق  18 أغسطس 2005 في المدينة المنورة حيث قام بتفجير نفسه بعد أن حاصره رجال الأمن.